# Dipoena olivenca
Dipoena olivenca là một loài nhện trong họ Theridiidae.
Loài này thuộc chi Dipoena. Dipoena olivenca được Herbert Walter Levi miêu tả năm 1963.